# Florence Austral

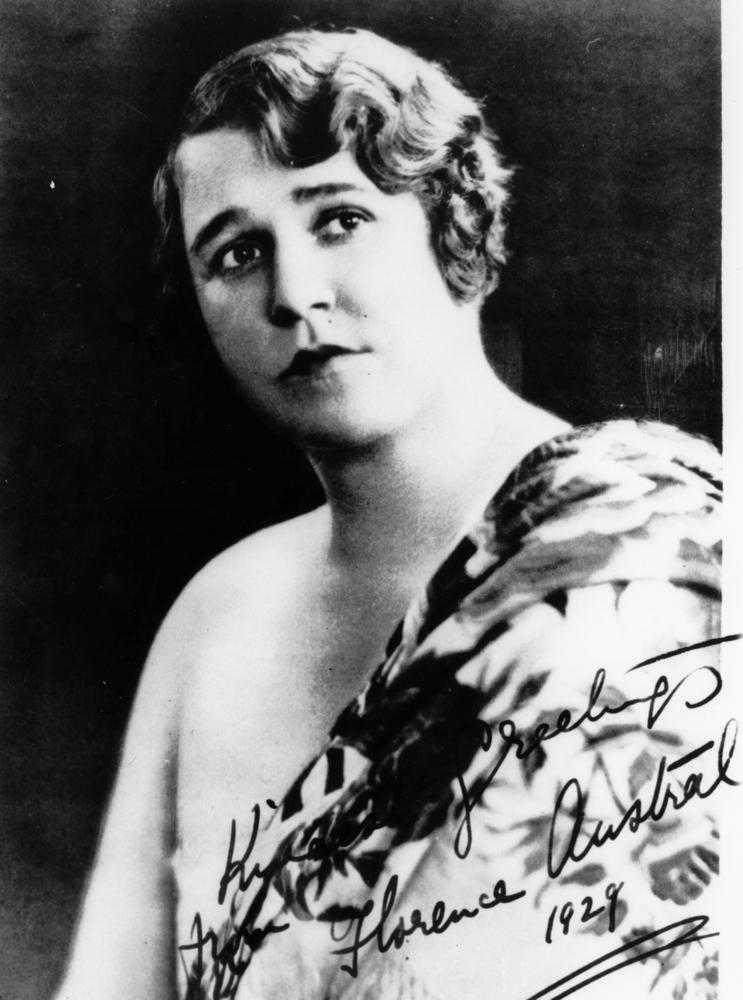
Florence Austral

Florence Mary Wilson (26 de abril de 1894 - 15 de mayo de 1968) fue una soprano dramática australiana famosa por sus interpretaciones de óperas de Wagner aunque nunca cantó en el Festival de Bayreuth.
Se cambió el apellido en honor a Australia (por su latitud) y rivalizó con Frida Leider y Emmy Destinn como una de las grandes sopranos wagnerianas de su tiempo hasta la llegada de la noruega Kirsten Flagstad.
Nació en Richmond, Victoria siendo descubierta en el coro escolar. Ganó premios y becas en 1914 y marchó a Nueva York a estudiar con Gabriele Sibella en 1919 perfeccionándose en Londres. Debutó en 1922 en el Covent Garden de Londres como Brünnhilde en Die Walküre y Siegfried. Luego cantó Isolde y Aida, apareciendo en 1923 junto a Nellie Melba, la otra gran diva australiana de la época.
En 1930 se transformó en estrella en la Staatsoper Berlín pero, durante una representación de La Valquiria con Friedrich Schorr empezó a sentir síntomas de esclerosis múltiple, dolencia que fue agravándose hasta impedirle actuar.
Se dedicó a recitales hasta que tuvo que retirarse en 1940. Regresó a Australia en 1946 completamente paralizada donde enseñó canto hasta 1959.
Murió en 1968 de un accidente cerebrovascular provocado por esclerosis múltiple. Es considerada junto a Nellie Melba y Joan Sutherland, la más notable soprano emergida del continente australiano.
Se editó una biografía sobre su vida "When Austral Sang" en 2008.